# 福岡県道450号八木山若宮線
福岡県道450号八木山若宮線（ふくおかけんどう450ごう やきやまわかみやせん）は、福岡県飯塚市から宮若市に至る一般県道である。

## 概要
飯塚市八木山から宮若市小伏に至る。

### 路線データ
- 起点：福岡県飯塚市八木山（国道201号交点）
- 終点：福岡県宮若市小伏（藤原橋交差点、福岡県道21号福岡直方線交点）

## 歴史
- 1959年（昭和34年）4月1日 - 福岡県告示第232号により、県道八木山若宮線として路線認定される（当時の整理番号は396）[1]。
- 2022年（令和4年）3月29日 - 福岡県告示第292号により、宮若市三ヶ畑 - 宮若市下の福岡県道92号宗像篠栗線の通行不能区間の旧道の県道指定が解除されたことに伴い、同区間が本路線の単独区間となる[2]。

## 路線状況

### 重複区間
- 福岡県道92号宗像篠栗線（宮若市三ヶ畑）

### 道路施設

#### 橋梁
- 三瀬橋（八木山川、宮若市）
- 藤原橋（犬鳴川、宮若市）

## 地理

### 通過する自治体
- 福岡県
  - 飯塚市 - 宮若市

### 交差する道路
| 交差する道路                        | 市町村名 | 交差する場所 | 交差する場所        |
| ----------------------------------- | -------- | ------------ | ------------------- |
| 国道201号                           | 飯塚市   | 八木山       | 起点                |
| 福岡県道92号宗像篠栗線 重複区間起点 | 宮若市   | 三ヶ畑       |                     |
| 福岡県道92号宗像篠栗線 重複区間終点 | 宮若市   | 三ヶ畑       |                     |
| 福岡県道471号八木山公園線           | 宮若市   | 下           |                     |
| 福岡県道21号福岡直方線              | 宮若市   | 小伏         | 藤原橋交差点 / 終点 |

### 沿線
- 八木山峠（起点付近）
- 犬鳴川